# 臺北市南港區胡適國民小學
臺北市南港區胡適國民小學（英語：Taipei Municipal Hu-Shih Elementary School、HSPS），簡稱胡適國小，是一間位於臺灣臺北市南港區的小學。

## 沿革
中華民國教育部為緬懷哲人胡適博士，於1978年8月委託時任舊莊國小校長范振慶先生籌備此校，1979年8月1日奉令招生正式成立，首任校長由李克雄先生擔任校長。

## 地理位置
胡適國小位於臺北市南港區研究院路二段及舊莊街一段交叉口，傍依大坑溪，前方為中華民國最高學術研究機構中央研究院，鄰近胡適公園。

## 歷任校長
以下為胡適國小的歷任校長，現任校長為楊智堅先生（第八任）。
- 第一任：李克雄（1979年8月－1984年7月）
- 第二任：蔡南輝（1984年8月－1990年7月）
- 第三任：陳志力（1990年8月－1994年7月）
- 第四任：李調棟（1995年8月－1998年7月）
- 第五任：范滿妹（1998年8月－2008年7月）
- 第六任：黃志成（2008年8月－2016年7月）
- 第七任：蔡舒文（2016年8月－2023年8月）
- 第八任：楊智堅（2023年9月ㄧ）

## 校歌
胡適國小校歌由中央研究院第5任院長錢思亮作詞 、吳博明作曲。
歌詞：
大坑溪汩汩 拇指山蒼蒼 這裡是我們美麗的學堂 這裡是我們美麗的學堂
哲人胡適 哲人胡適 就安息在我們的身旁
仰先生之風山高而水長 誠正勤樸是我們做人的方向
哲人的名言為學如金字塔
願我們永傍門牆 永傍門牆 願我們齊做塔的基石
努力向上 正正堂堂 努力向上 正正堂堂
願我們齊做塔的基石 做塔的基石